# Esther Dierkes

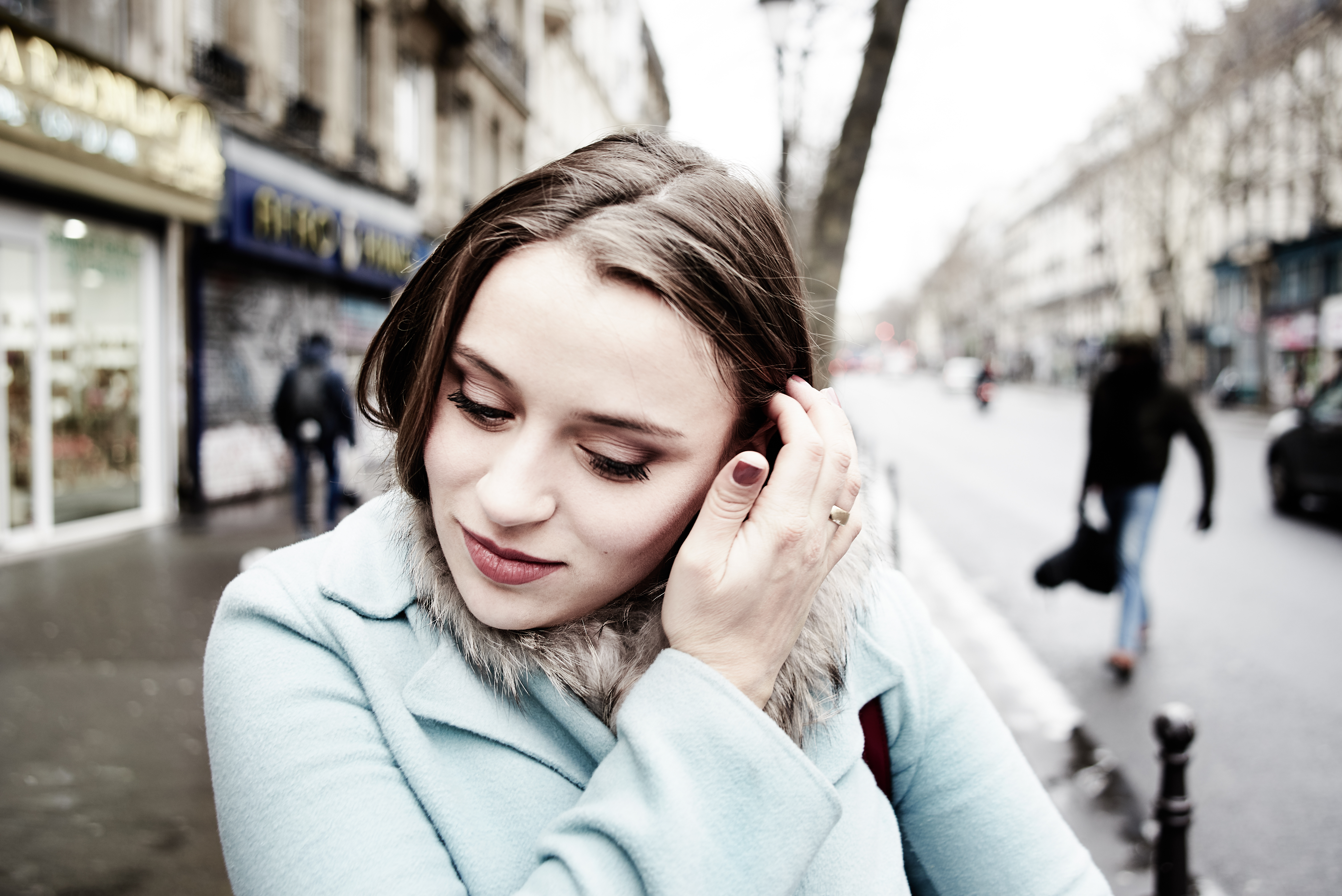
Esther Dierkes

Esther Dierkes (* 9. Februar 1990 in Münster) ist eine deutsche Opern-, Konzert- und Liedsängerin mit der Stimmlage Sopran.

## Leben
Esther Dierkes erhielt ihren ersten Gesangsunterricht  im Alter von 13 Jahren. Von 2009 bis 2015 studierte sie Operngesang an der Hochschule für Musik und Darstellende Kunst Frankfurt am Main in der Klasse von  Hedwig Fassbender.
Vor Beginn ihres Studiums gewann Esther Dierkes erste Preise im Bundeswettbewerb Jugend musiziert.
Die Sopranistin Esther Dierkes ist seit der Spielzeit 2017/18 festes Ensemblemitglied der Oper Stuttgart und gestaltete in dieser Saison die Partien der Gretel, Venus (Orpheus in der Unterwelt), Blumenmädchen 1.2., 2. Knappe (Parsifal), 1. Dame und Pamina sowie die Hauptrolle Josephe Asteron in der Uraufführung Erdbeben.Träume. von Toshio Hosokawa. Als Opernstudiomitglied war sie zuvor als Zerlina (Don Giovanni), Barena (Jenůfa), Frasquita (Carmen), Michael (Peter Pan), Ein Sklave (Salome), Berta (Il barbiere di Siviglia), Venus (Orpheus), 4. Magd (Elektra), Barbarina (Le nozze di Figaro) und Anna (Nabucco) zu hören.
Unter der Schirmherrschaft von Anna Netrebko war Esther Dierkes 2015 und 2016 als Gerda in Sergej Banewitschs Die Schneekönigin auf Schloss Esterházy und zudem als Giannetta in Donizettis L’elisir d’amore in der Oper im Steinbruch St. Margarethen zu erleben.
Esther Dierkes war Stipendiatin des Richard-Wagner-Verbands und erhielt das Stipendium der katholischen Studienstiftung Cusanuswerk. Seit 2012 wurde sie zudem durch die Da-Ponte-Stiftung und Yehudi Menuhin Live Music Now gefördert.
Im Herbst 2014 ging Esther Dierkes mit dem Landesjugendorchester Nordrhein-Westfalen unter der Leitung von Hubert Buchberger auf eine Konzerttournee durch Polen mit Konzerten in den Philharmonien Breslau (Filharmonia Wrocławska) und Krakau (Filharmonia im. Karola Szymanowskiego) sowie in der Universität Warschau (Uniwersytet Muzyczny Fryderyka Chopina). Das Konzert mit Werken von Arnold Schönberg, Franz Schubert, Alban Berg und Max Reger wurde im WDR 3 Radio unter dem Titel Landesjugendorchester Extra auch digital gesendet.
Während ihres Studiums gestaltete sie beim Festival junger Künstler Bayreuth den Jules Favre in der Uraufführung von Paul Leonard Schäffers Eine Kapitulation und war am Staatstheater Darmstadt als Louise in Albert Lortzings Die Opernprobe, wie auch als Sand- und Taumännchen in Humperdincks Hänsel und Gretel zu hören. Am Schauspiel Frankfurt war Esther Dierkes in Max Frischs Biedermann und die Brandstifter und Dennis Kellys DNA zu erleben, welche mit dem Günther-Rühle-Preis ausgezeichnet wurde. 2014 war sie zudem als Lauretta in Puccinis Gianni Schicchi und in der Kinderproduktion zu Mozarts Don Giovanni an der Oper Frankfurt zu hören. 2015 war Esther Dierkes als Csárdásfürstin in der Reihe „Oper für Kinder“ an der Oper Frankfurt zu erleben. Am Staatstheater Darmstadt sang sie den Cupido in Offenbachs Orpheus in der Unterwelt.
Esther Dierkes besuchte Meisterkurse bei Gerd Uecker, Rudolf Piernay, Edith Wiens und Helmut Deutsch.
Sie ist regelmäßiger Gast in der Kölner Philharmonie, Berliner Philharmonie, Gewandhaus Leipzig, der Alten Oper Frankfurt und arbeitete u. a. mit Dirigenten wie Hartmut Haenchen, Sylvain Cambreling, Risto Joost, Marc Soustrot, Andrew Manze, Ulf Schirmer und Bertrand de Billy zusammen.
Esther Dierkes ist mit dem Sänger Björn Bürger verheiratet.

## Stipendien, Ehrungen und Preise
- 2009: Stipendium des Richard-Wagner-Verband[2]
- 2010: Stipendium des Cusanuswerk[3]
- 2010: Festival junger Künstler Bayreuth, Bayreuth, Die Opernprobe, Louise[2]
- 2011: Stipendium der Da-Ponte-Stiftung[3]
- 2011: Schauspiel Frankfurt, DNA[2]
- 2012: Stipendium der Yehudi Menuhin Live Music Now[2]
- 2014: Schauspiel Frankfurt, Biedermann und die Brandstifter[3]
- 2014: Oper Frankfurt, Don Giovanni für Kinder, Donna Anna[6]
- 2014: LAB, Gianni Schicchi, Lauretta[2]
- 2015: Staatstheater Darmstadt, Hänsel und Gretel, Sand- und Taumännchen[5]
- 2015: Oper Frankfurt, Oper für Kinder[6]
- 2015: Staatstheater Darmstadt, Orpheus in der Unterwelt, Cupido[7]
- 2015: Oper Frankfurt, Csárdásfürstin für Kinder, Sylva[6]
- 2015: Rheingau Musik Festival, L’isola disabitata, Costanza[3]
- 2015: Schloss Esterházy, Die Schneekönigin, Gerda[4]
- 2015–2017: Staatstheater Stuttgart, Opernstudiomitglied[3]
- seit 2017: Staatstheater Stuttgart, Ensemblemitglied[3]